# North Muskegon
North Muskegon è un comune degli Stati Uniti d'America, situato nello Stato del Michigan, nella contea di Muskegon.